# Zastava CZ 99
CZ 99 je poluautomatski pištolj kojeg proizvodi srpska industrija oružja Zastava Arms. Pištolj je razvijen kako bi zamijenio model M57 (Zastavina inačica sovjetskog pištolja TT-33) te postao novi standardni pištolj jugoslavenske vojske i policije. Naziv CZ je akronim proizvođača (Crvena Zastava, današnja Zastava Arms).
Prvi model je 1989. dizajnirao Božidar Blagojević. Ovisno o modelu, CZ 99 koristi streljivo kalibra 9x19mm Parabellum i .40 S&W.

## Inačice

### CZ 99
Osnovna inačica dizajnirana 1989. godine koja koristi streljivo kalibra 9×19mm Parabellum.

### CZ 999
Iako je u početku model CZ 99 razvijen da koristi streljivo kalibra 9x19mm Parabellum, a za strano tržište je razvijena inačica sa streljivom .40 S&W. Mnogi od tih pištolja su izvezeni u SAD 1990. godine.

### CZ 999 Scorpio
S vremenom su razvijene novija inačica modela CZ 999 i to CZ 999 Scorpion. Obje inačice su u SAD-u poznate kao ZDA 9mm.

### CZ 05
CZ 05 predstavlja četvrtu generaciju pištolja iz obitelji CZ 99 koji je stavljen u masovnu proizvodnju u proljeće 2007. To je u suštini model CZ 999 s picatinny šinama. Pištolj ima ugrađene indikatore koji upućuju korisnika na metak u cijevi te na posljednja tri metka u okviru.
Najnoviji model CZ 05 je u SAD izvozila tvrtka EAA Corp pod nazivom Zastava EZ. Pištolj koristi streljiva kalibra 9x19mm Parabellum, .40 S&W i .45 ACP.

### Strane kopije
Izraelsku kopiju Zastavinog modela CZ 99 Compact G proizvodi KSN Industries pod imenom Golan. Postoji i južnoafrička kopija CZ 99 nazvana TZ-99. Taj pištolj je kratko vrijeme proizvodila tvrtka Tressitu koja je kasnije bankrotirala.
U ožujku 2008. Irak je za potrebe iračke vojske naručio od Zastave Arms 18.000 pištolja CZ-99.

## Korisnici
- Srbija: Vojska Srbije[5]
- Crna Gora
- Irak ugovorom koji su potpisali Direkcija za promet proizvoda posebne namjene i iračka Vlada, predviđeno je da Zastava Arms zemlji isporuči ukupno 18.000 pištolja od čega je njih 3.000 komada po želji kupca specijalno izrađeno i upakirano u drvene kutije.[6] Osim 3.000 luksuznih, preostalih 15.000 standardnih pištolja namijenjeno je iračkim časnicima u vojsci.
- Izrael[3]
- JAR[4]
- Jordan[7]
- Sjeverna Makedonija: makedonska vojska.
- SAD

## Vanjske poveznice
- Službena web stranica proizvođača Zastava Arms
- Web stranica posvećena pištoljima iz obitelji CZ 99  Arhivirana inačica izvorne stranice od 22. travnja 2012. (Wayback Machine)
- EAA Corp.com - Zastava EZ  Arhivirana inačica izvorne stranice od 24. rujna 2010. (Wayback Machine)
- Modern Firearms  Arhivirana inačica izvorne stranice od 25. srpnja 2010. (Wayback Machine)